# Крижич, Зденко
Зденко Крижич (хорв. Zdenko Križić; 2 февраля 1953, д. Йоховац, община Добой, Босния и Герцеговина) — хорватский прелат, босой кармелит. Епископ Госпича-Сеня с 4 апреля 2016 по 8 сентября 2023. Архиепископ Сплит-Макарска с 8 сентября 2023.

## Биография
Родился 2 февраля 1953 года в деревне Йоховац, община Добой, Босния и Герцеговина в хорватской семье.
Обучался в Загребе, затем продолжил духовное образование при кармелитском ордене во Флоренции и в Папском богословском Терезианском факультете, который также принадлежит ордену кармелитов.
Вступил в Орден босых кармелитов 27 июля 1970 года в Сомборе, 16 июля 1976 года в Загребе принёс вечные обеты в кармелитском ордене. 26 июня 1977 года рукоположен в священники. В 1978 году получил в Риме степень магистра теологии за исследование «Библейские персонажи в произведениях святой Терезы из Авилы». Последовательно занимал несколько постов в кармелитском ордене, а также преподавал в Институте христианской духовности в Загребе.
4 апреля 2016 года назначен новым епископом Госпича-Сеня. Епископская хиротония состоялась 25 мая 2016 года, главным консекратором был кардинал Йосип Бозанич.
Входит в состав Конференции католических епископов Хорватии.
8 сентября 2023 года Папа Франциск назначил монсеньора Зденко Крижича архиепископом Сплит-Макарска